# La Hinojosa
La Hinojosa ist eine Gemeinde (Municipio) und ein Dorf mit 195 Einwohnern (Stand: 2024) in der Provinz Cuenca in der Autonomen Region Kastilien-La Mancha. 

## Lage
La Hinojosa liegt etwa 27 Kilometer südsüdwestlich von Cuenca in einer Höhe von ca. 900 m. Durch die Gemeinde verläuft die Autovía A-3.

## Bevölkerungsentwicklung
| 1970 | 1981 | 1991 | 2001 | 2011 | 2021 |
| ---- | ---- | ---- | ---- | ---- | ---- |
| 664  | 475  | 398  | 314  | 246  | 195  |

## Sehenswürdigkeiten
- Turmruine
- Johanniskirche (Iglesia de San Juan)

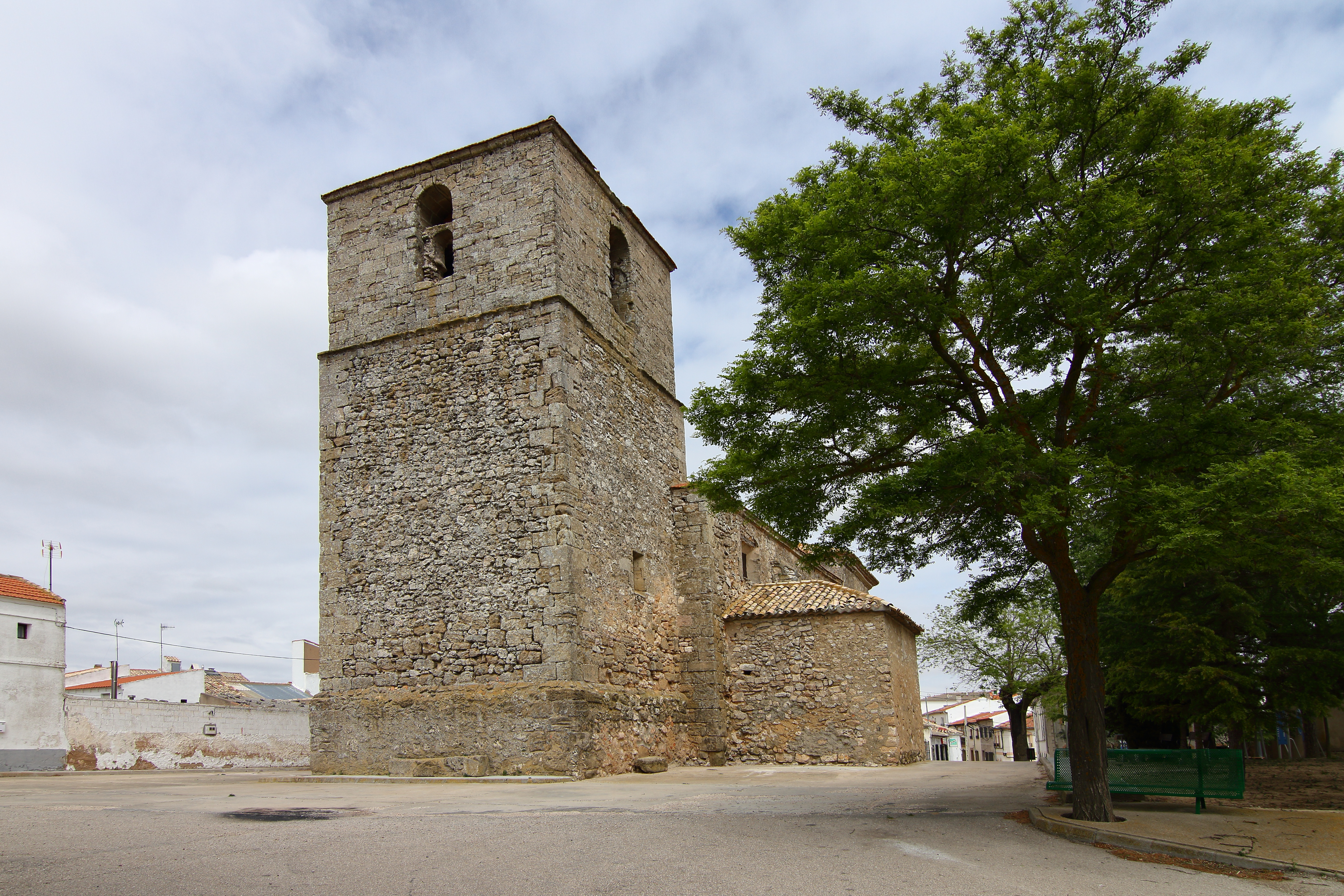
Johanniskirche
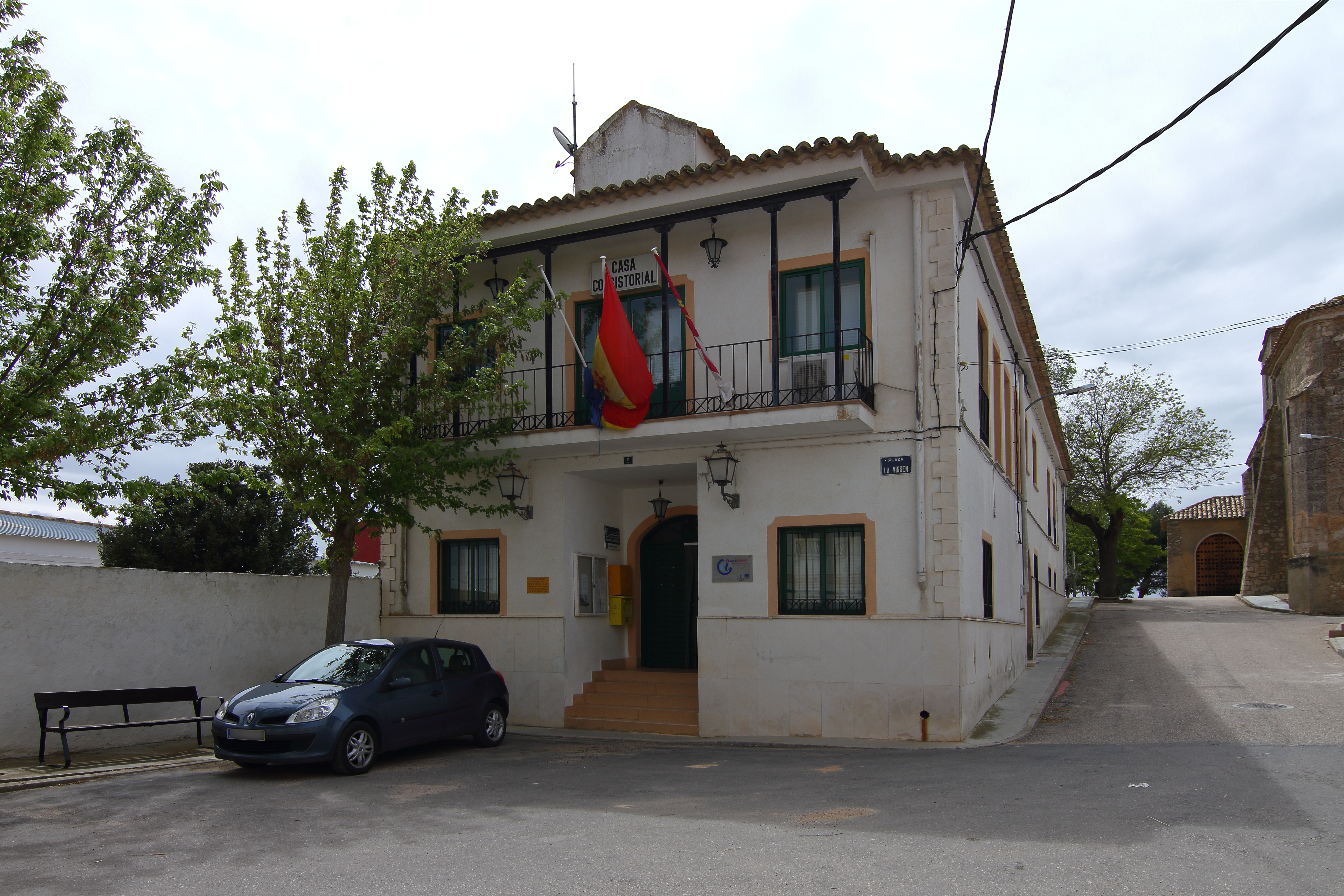
Rathaus